# Cangur rata de Gilbert

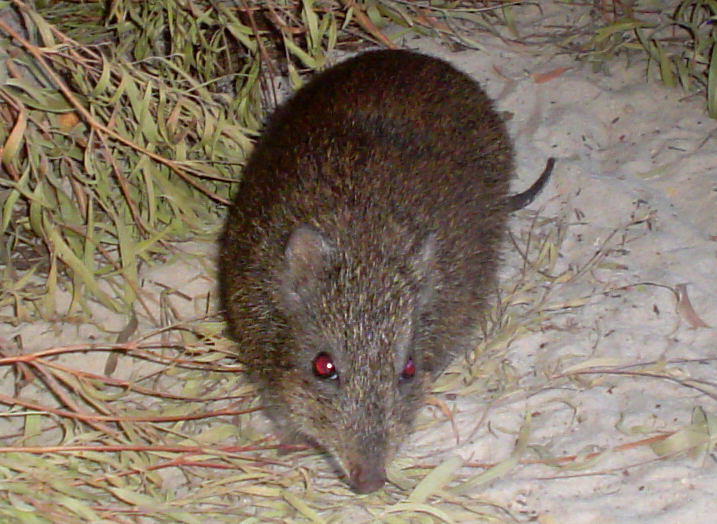
Un cangur rata de Gilbert de la colònia captiva de Two People's Bay. Febrer del 2009

El cangur rata de Gilbert (Potorous gilbertii) és una espècie de marsupial australià en perill crític. Té una cara puntada i la mida aproximada d'un conill. Viu en una àrea limitada a la costa sud-occidental d'Austràlia Occidental. També hi ha cangurs rata a Bald Island, on es reprodueixen amb èxit. S'estima que les poblacions es limiten a menys de 40 exemplars, motiu pel qual l'espècie és classificada com a en perill crític. És un dels mamífers més rars del món.